# Aeroporto di Conakry
L'Aeroporto Internazionale Ahmed Sékou Touré (IATA: CKY, ICAO: GUCY) è un aeroporto guineano situato vicino alle località di Soninké e Yimbaya, a circa 13 km a nord-est del centro di Conakry, capitale dello Stato dell'Africa occidentale.
La struttura, che si trova all'altitudine 22 m s.l.m., è dotata di un unico terminal diviso in due sezioni, per i voli nazionali e quelli internazionali, ed una pista in asfalto lunga 3 300 m con orientamento 06/24.
L'aeroporto è gestito dall'azienda francese Aéroports de Paris Management (ADPM) ed è aperto al traffico commerciale internazionale pur condividendo la pista per un periodo con la Force Aérienne de Guinée, la componente aerea delle forze armate guineane.

## Storia
L'aeroporto, progettato dall'architetto francese Paul Andreu, venne inaugurato nel 1985.
Nel 2009 sono stati avviati lavori di ristrutturazione per un costo di 60 miliardi di franchi (circa 85 milioni di euro) per poter raggiungere la capacità di un milione di passeggeri all'anno (contro i 300 000 attualmente gestibili) e per la riabilitazione strutture. In quell'ambito si valutò anche l'opportunità di "trasferire" l'aeroporto a circa sessanta miglia a sud della capitale, nella Prefettura di Forécariah.
Nel 2010, i problemi endemici della capitale erano ancora un impatto sulla vita dell'aeroporto:
- invasione dello spazio aeroportuale da parte di giardinieri
- ladri di materiale (valigie e altri equipaggiamenti indispensabili)
- problemi di sicurezza, in quanto la pista è utilizzata come scorciatoia da parte di residenti.[5]
- massiccia presenza di studenti che, a causa della scarsità della distribuzione di energia elettrica nelle abitazioni, si ritrovano a sfruttare l'illuminazione pubblica offerta dalla struttura esterna.[6]